# Château de Lussac (Lussac, Gironde)
Pour les articles homonymes, voir Château de Lussac.
Le château de Lussac est un domaine viticole de 30 hectares situé dans la commune de Lussac, dans le département de la Gironde, en France ; il y est produit un vin AOC lussac-saint-émilion, partie de l’appellation des satellites du cru saint-émilion.

## Le château
Situé au cœur du village de Lussac, le château de Lussac est facilement visible par son architecture. Le bâtiment est construit en 1876 pour Gaston Montouroy (1855-1903). Le bâtiment central s’inspire des bâtiments classiques à la mode en France à partir du XIXe siècle et deux pavillons flanquent ce corps central surmonté d’un fronton monumental inspiré, quant à lui, de la Renaissance.
Dans la nuit du 19 au 20 septembre 1898, le château est totalement ravagé par les flammes, mais heureusement la famille garde la vie sauve. Mathieu Puyancher, cocher et de valet de chambre âgé de 17 ans, récemment renvoyé par M. Montouroy car mécontent de ses services, est condamné à 20 ans de travaux forcés et 20 ans d’interdiction de séjour à l’issue de la peine de bagne. En ce concerne le domaine, seuls les chais ont pu être sauvés. Le château a quant à lui totalement disparu avec tous les meubles, bijoux, archives familiales et livres de commerce. Les pertes financières représentent 380 000 francs. Malgré tout, le château est reconstruit tel qu’on le connaît aujourd’hui.
La propriété est ensuite transmise à son beau-frère, marquis de Sercey, dont la descendance gère le domaine jusqu’en 1980. Puis, pendant environ 15 ans, la direction est entre les mains d'Olivier Roussel.
Racheté en 2000 par Griet et Hervé Laviale, le château de Lussac bénéficie d'importants travaux de rénovation. Un remarquable cuvier circulaire est notamment aménagé par l'architecte Philippe Mazières.
En 2022, Frédéric Stévenin, directeur général du fonds d’investissement PAI partners, rachète le domaine. Il est également propriétaire des châteaux La Fleur Gazin, Vieux Maillet et Saint-Pey.

## Le terroir
Les 30 ha trentenaires s'enracinent sur des croupes argilo-calcaires, naturellement bien drainées et exposées. L'encépagement comprend 77 % de merlot et 23 % de cabernet franc.

## Les vins
- Premier vin : Château de Lussac, 80 % de merlot et 20 % de cabernet franc,
- Second vin : Le Libertin de Lussac, vin blanc, assemblage de sauvignons blanc et gris et de sémillon.

Récolte manuelle et mécanique, tri manuel de la vendange (tribaie), gestion parcellaire, vinification en cuves, élevage en barriques de chêne français, stockage en chai climatisé[style à revoir].

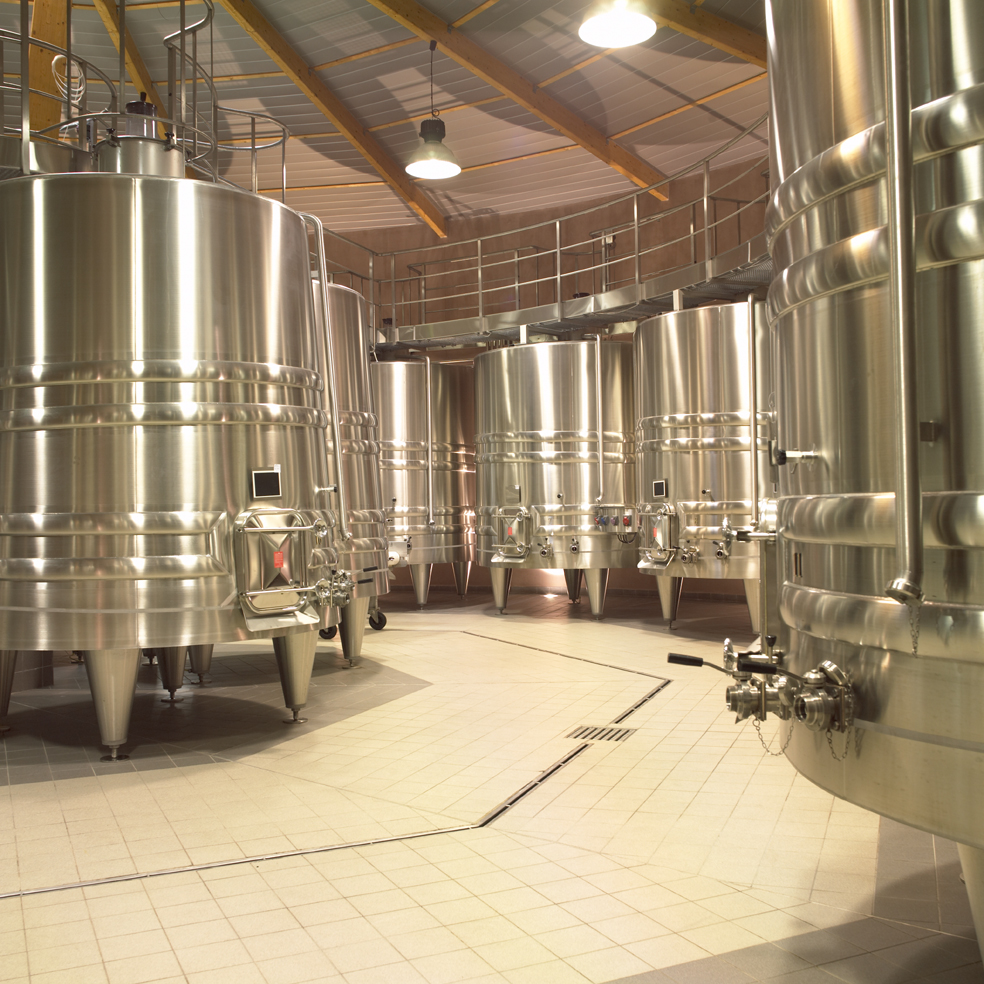
Le cuvier.
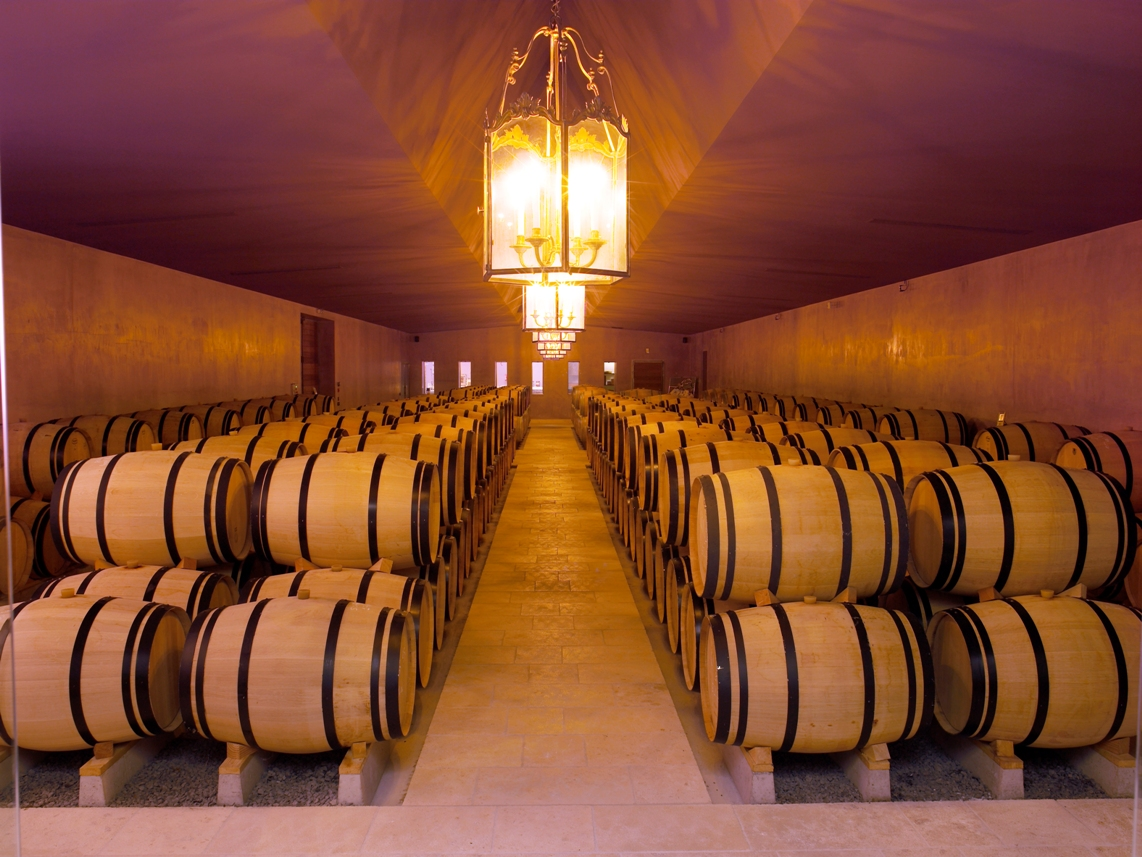
Le chai à barriques.
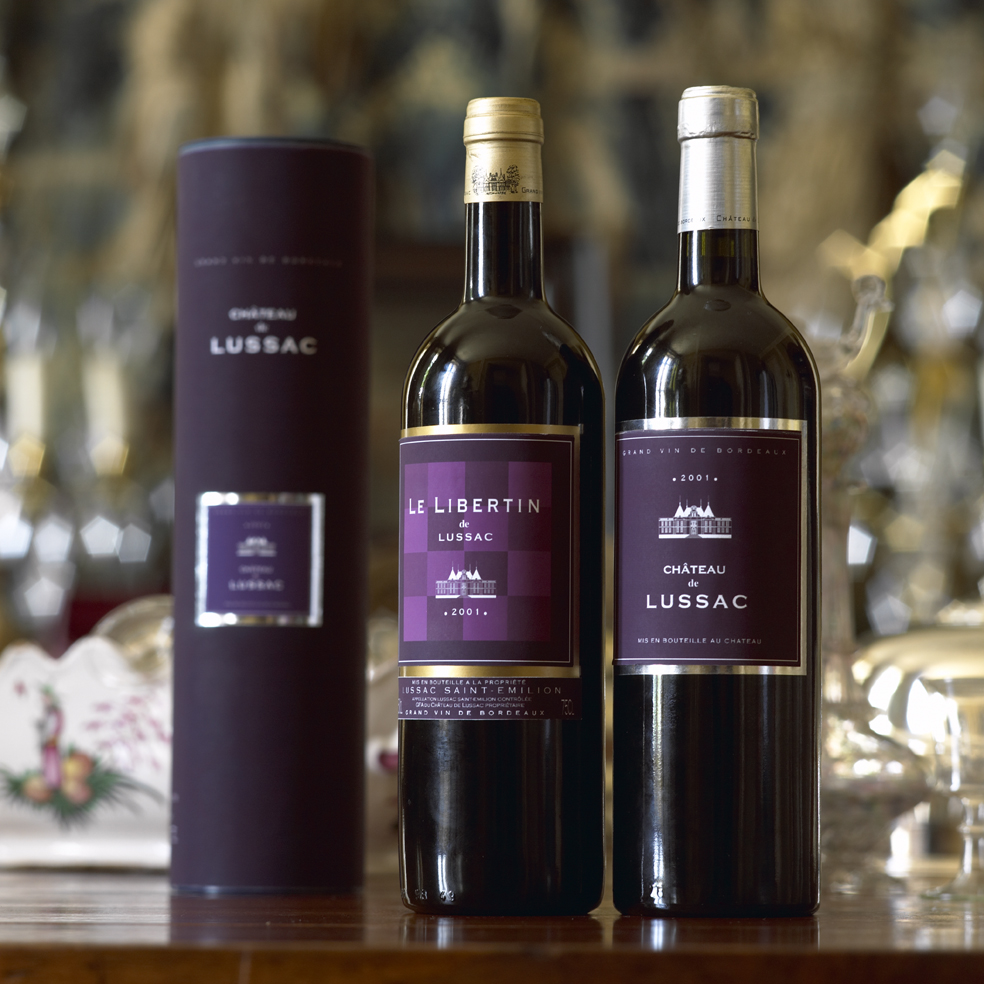
Château de Lussac (lussac-saint-émilion).